# 坦佩雷城市主图书馆
坦佩雷城市主图书馆（芬蘭語：Tampereen kaupungin pääkirjasto），又名美卓图书馆（芬蘭語：Pääkirjasto Metso），位于芬兰坦佩雷市中心。它是坦佩雷城市图书馆的总部，也是皮尔坎马区图书馆。
在1978年为坦佩雷新的主图书馆举办了建筑设计竞赛，竞赛收到了120幅建筑设计，最后选定由拉伊莉·皮耶蒂莱和雷伊马·皮耶蒂莱夫妇的设计为最终结果。从上空往下看，整个建筑物像一只松鸡（芬兰语为），因此建筑物又名（中文译名为“美卓”）。
评选委员会一致认为皮耶蒂莱夫妇的设计显然比其它参赛作品高出一筹。评选委员会相信坦佩雷市将在这个设计的基础上建造一座现代化及功能性强的图书馆建筑，同时这座建筑将为城市风貌增添独特难忘及地标性的风采。
图书馆建筑开工于1983年，并在三年内建成。1986年8月21日建筑向公众开放参观，并于1986年10月10日正式揭幕。
图书馆内有一个咖啡厅。建筑的底层曾长期运营着两个博物馆。但由于建筑翻修的缘故，两个博物馆后来搬迁至别处。

## 图集

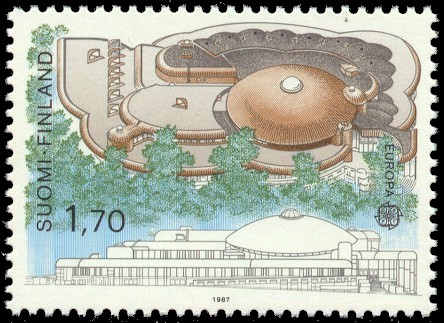
1987年图书馆纪念邮票
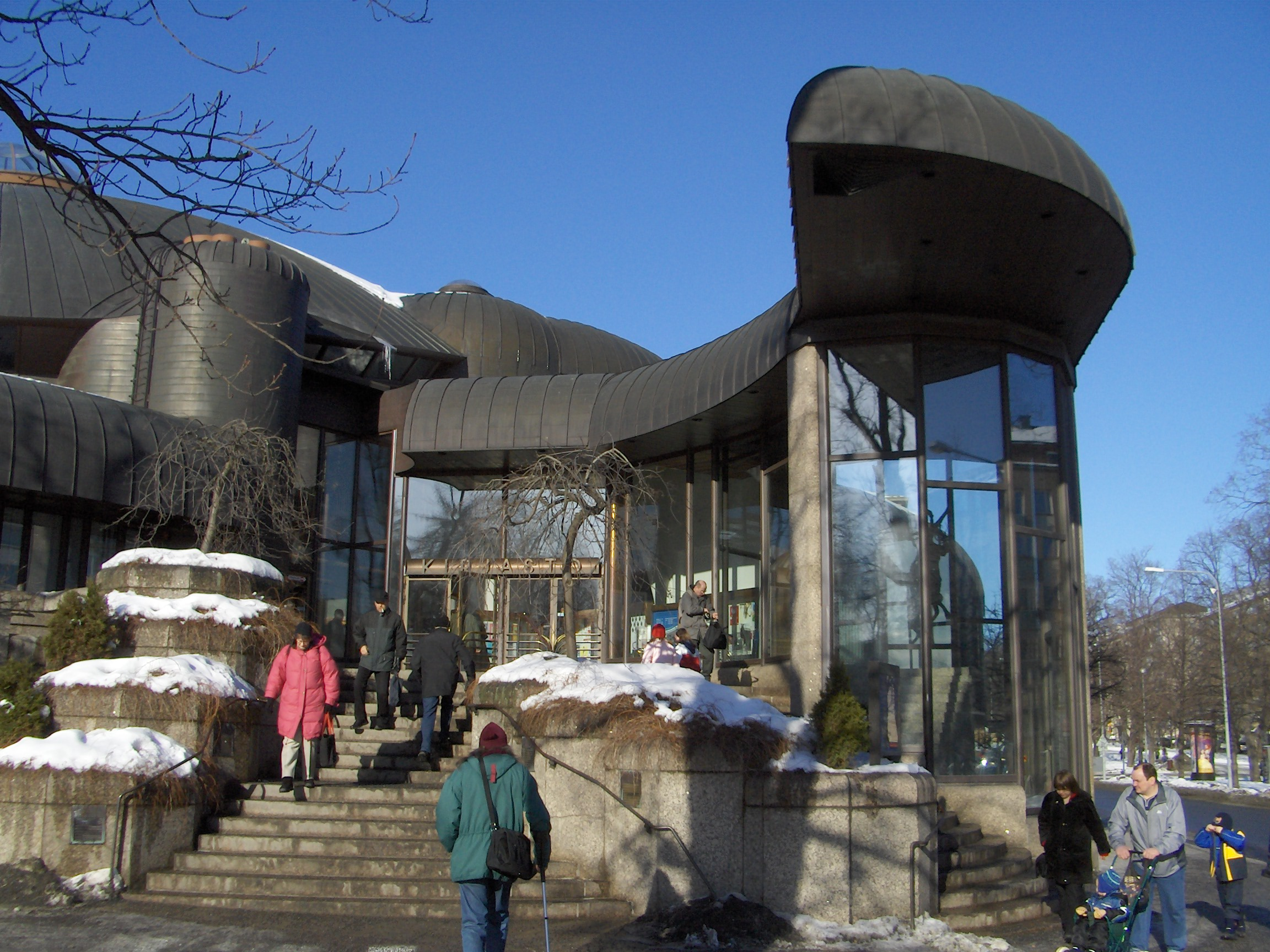
图书馆外景
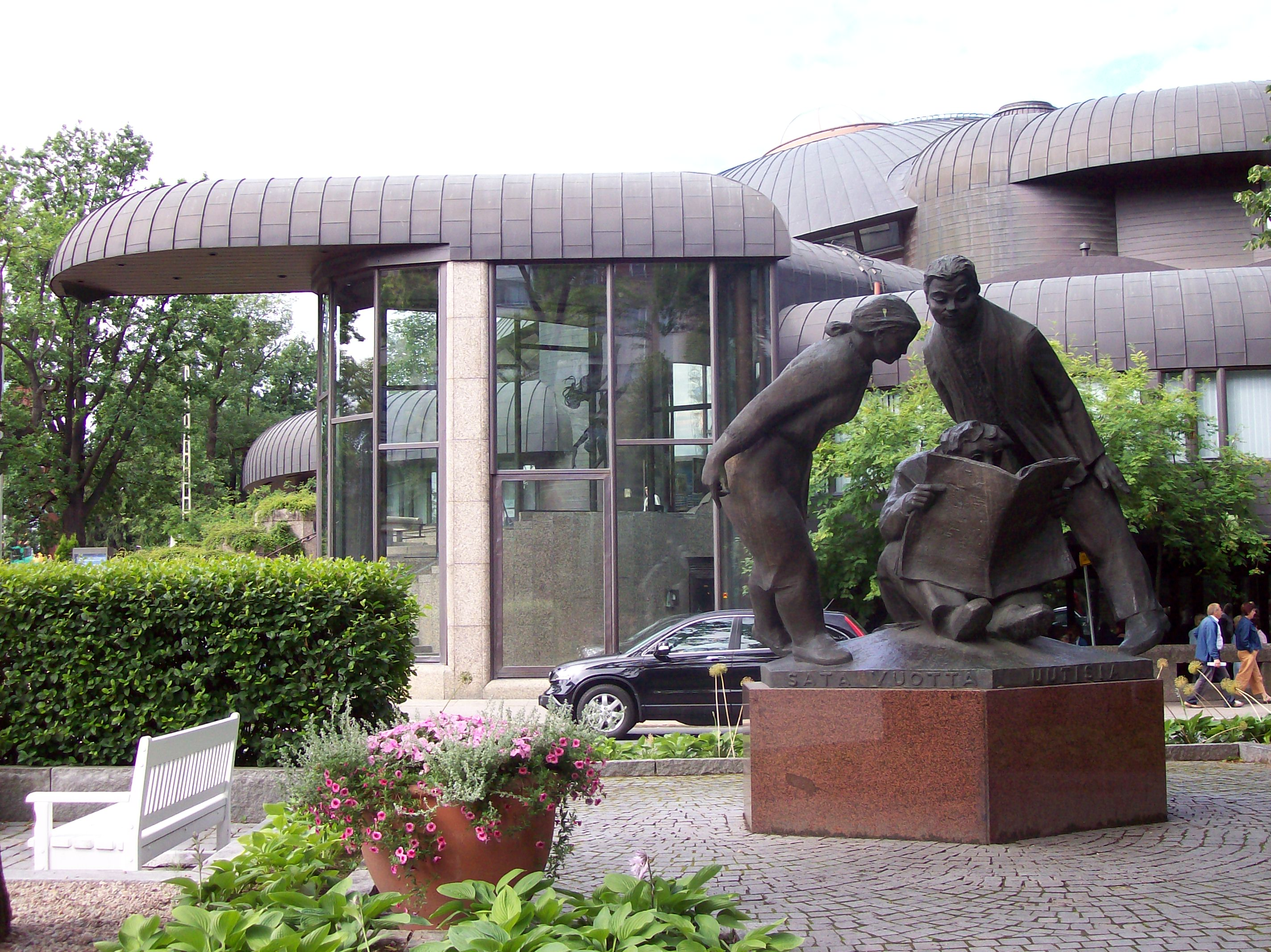
图书馆外景
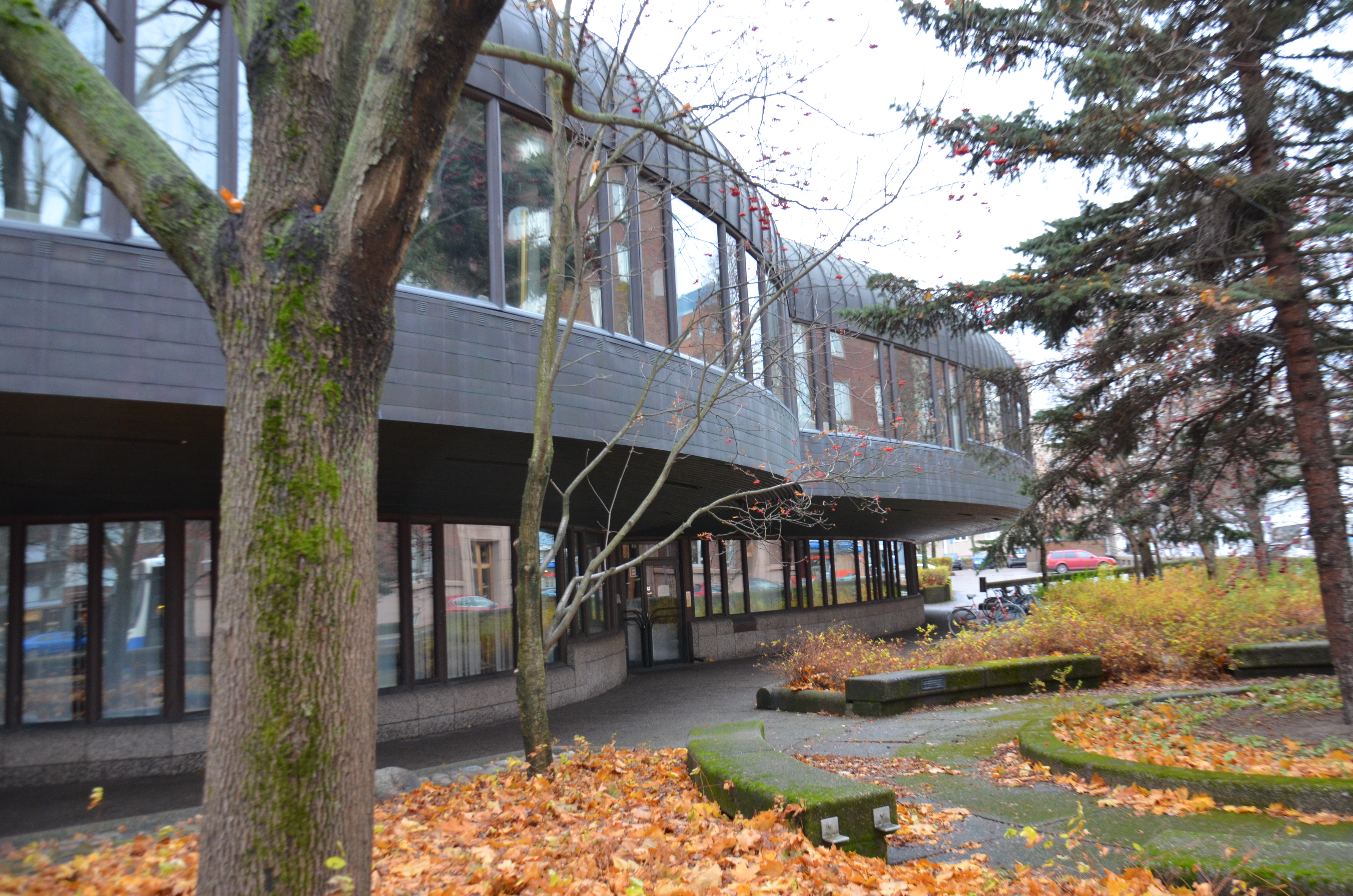
图书馆外景
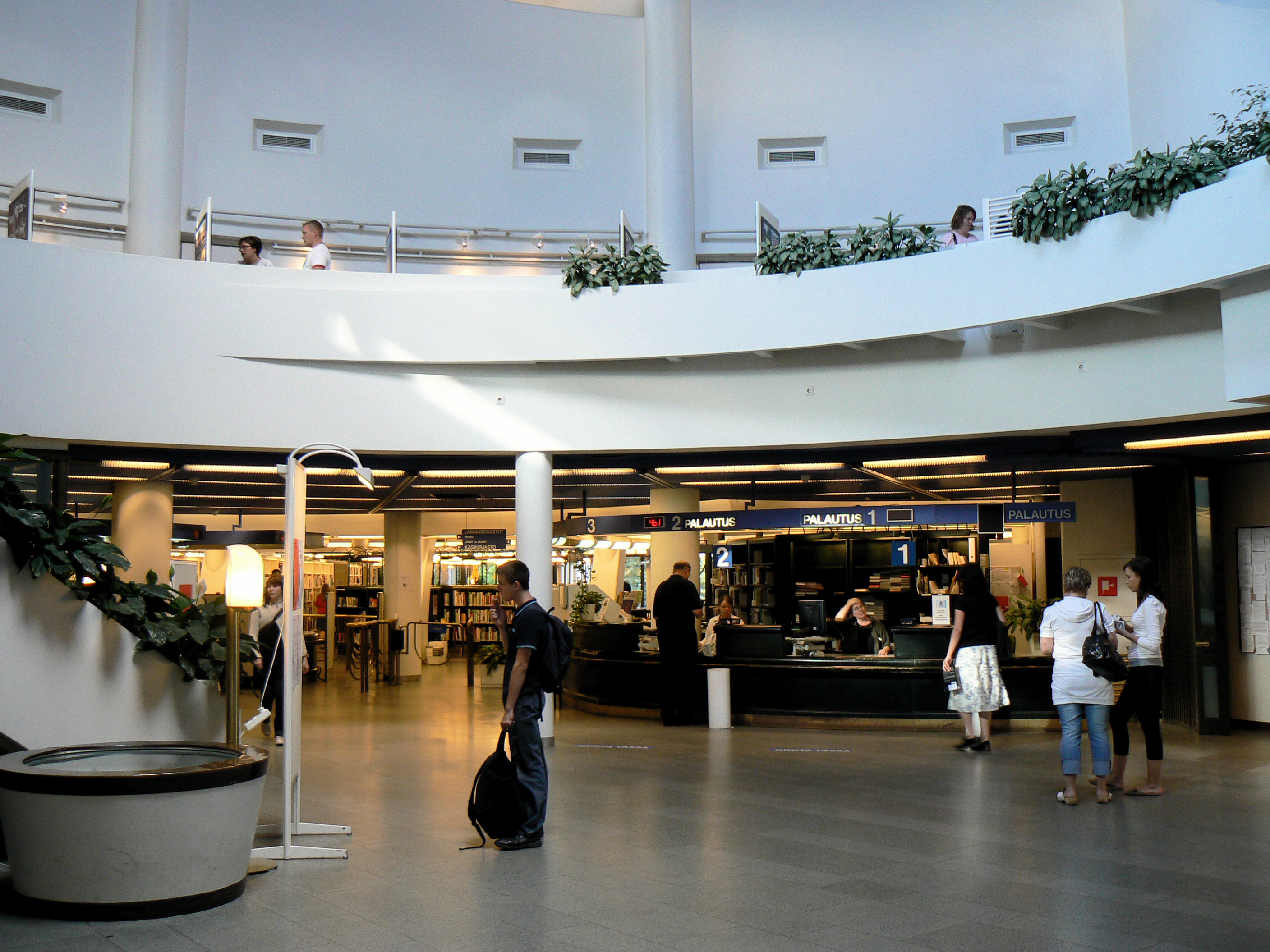
图书馆门厅
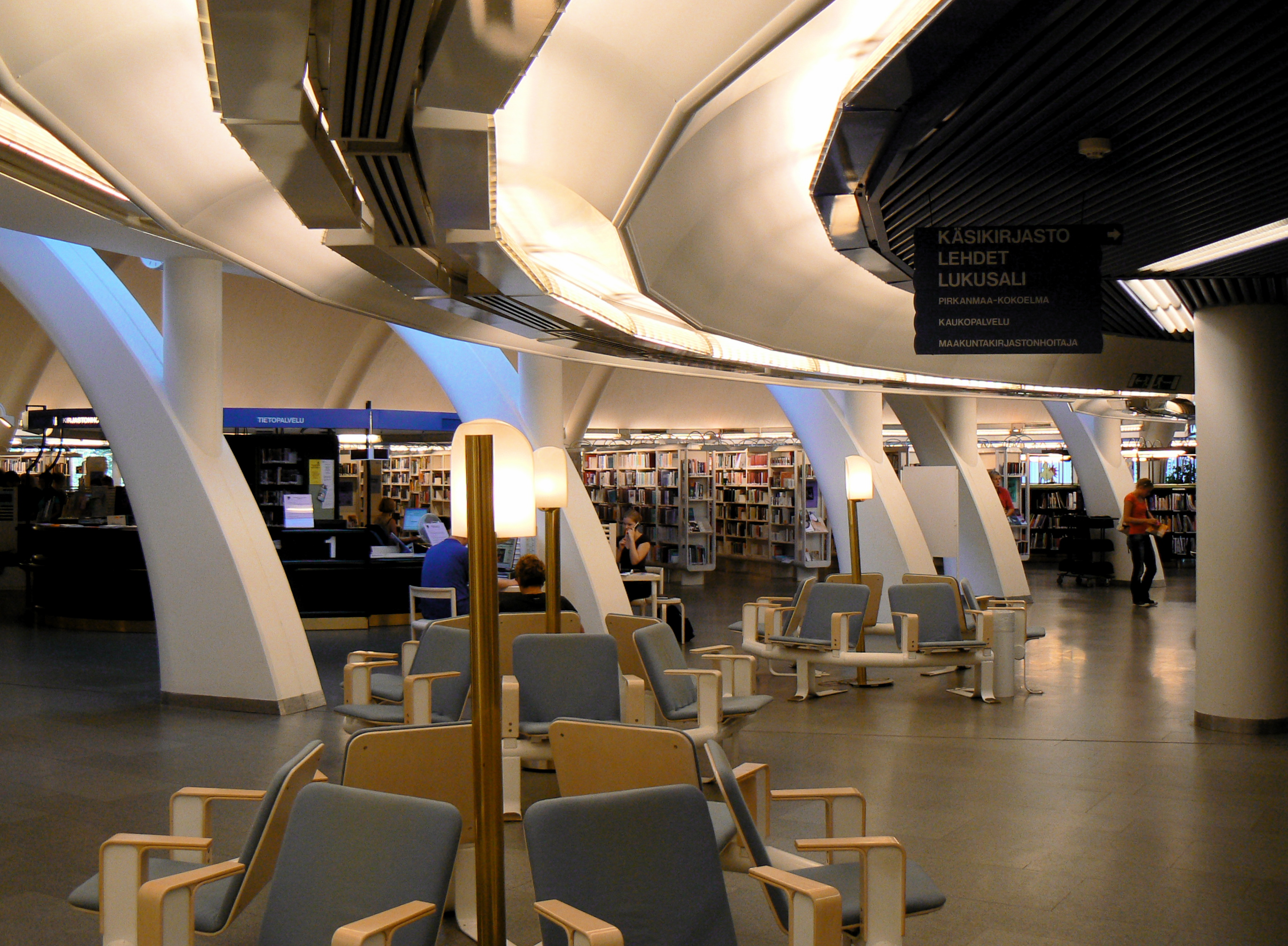
图书馆主厅
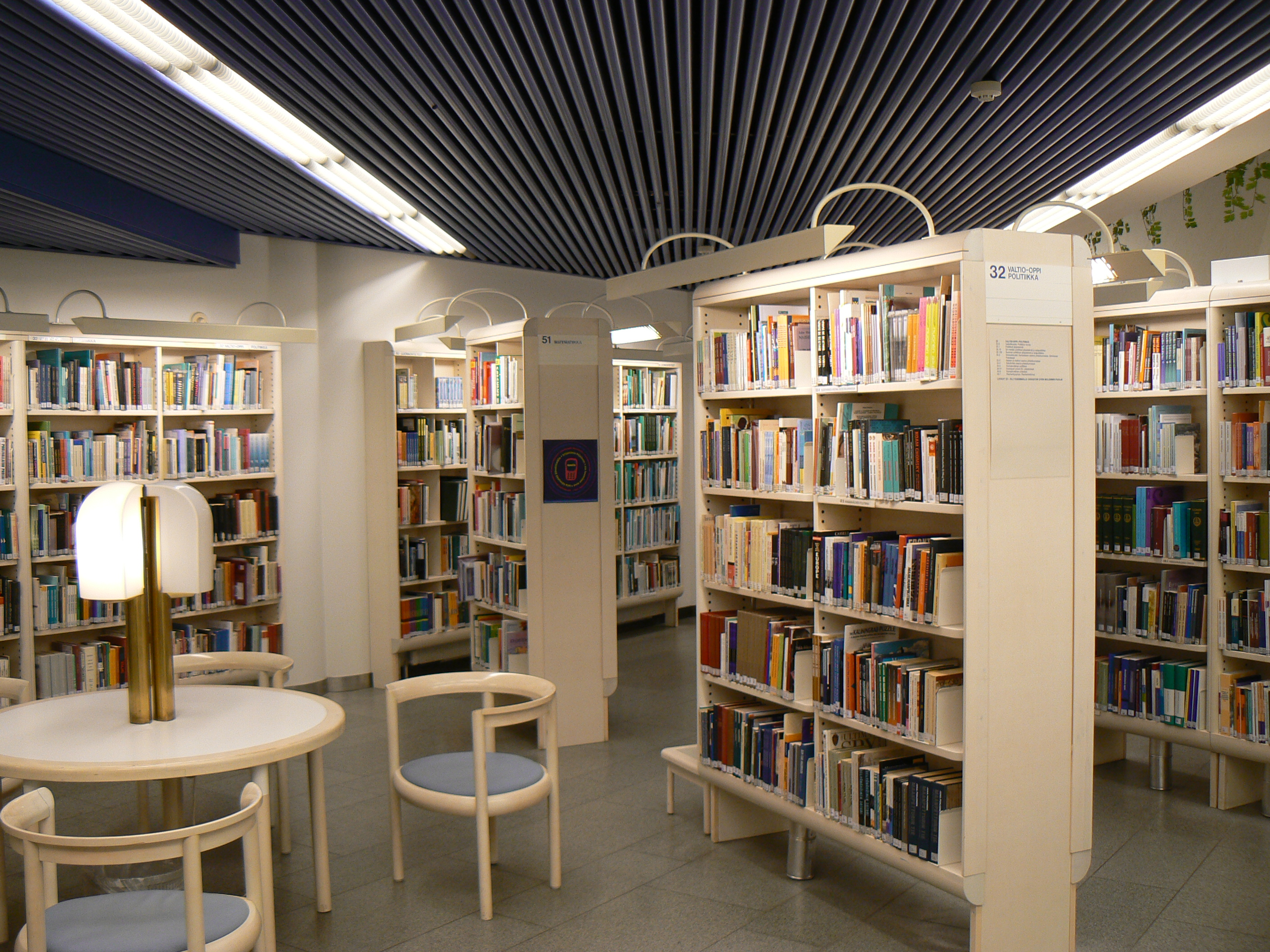
图书馆内的书架